# امباتوفوتسی
امباتوفوتسی (به لاتین: Ambatofotsy) یک سکونتگاه مسکونی در ماداگاسکار است که در واتوواوی-فیتووینانی واقع شده‌است.

## خصوصیات
امباتوفوتسی ۲۶٬۰۰۰ نفر جمعیت دارد و ۳۲۸ متر بالاتر از سطح دریا واقع شده‌است.